# Kryptolebias ocellatus
Kryptolebias ocellatus är en fiskart som först beskrevs av Hensel, 1868.  Kryptolebias ocellatus ingår i släktet Kryptolebias och familjen Rivulidae. Inga underarter finns listade i Catalogue of Life.